# Enrique Páez
Enrique Páez (* 17. März 1955 in Madrid) ist ein spanischer Jugendbuchautor.

## Leben
Nach seiner Schulzeit verdiente er mit verschiedenen Berufen wie Fotograf oder Bibliothekar sein Geld, bevor er bis 1979 an der Universität Complutense spanische Literatur studierte. Seitdem ist Enrique Páez als Autor tätig. Seit 1993 ist Páez Mitglied der Schreibwerkstatt Madrid. Enrique Páez verfasste zahlreiche Jugendromane. Er selbst bezeichnet Abdel als sein wichtigstes Werk. Weitere Bücher sind unter anderem Devuélveme el anillo, pelo cepillo oder El club del Camaleón. Außerdem verfasste Páez Sachbücher zu den Themen Erzähltechniken und Kreatives Schreiben.